# Knut Haugland
Knut Magne Haugland (23. september 1917 – 25. december 2009), var en norsk modstandsmand, officer, opdagelsesrejsende og museumsdirektør. Han deltog i Thor Heyerdahls Kon-Tiki ekspedition i 1947. Under anden verdenskrig deltog han i 1940 i kampe nær Narvik, og som medlem af Kompani Linge deltog han i Vemork-aktionen mod tungtvandsanlægget i Rjukan.
Efter at Tyskland besejrede norske styrker og påbegyndte besættelsen af Norge, trak Haugland sig tilbage til arbejdet på fabrikken Høvding Radiofabrikk i Oslo. Han blev hemmeligt involveret i den norske modstandsbevægelse. Han blev anholdt af Statspolitiet i august 1941, men flygtede fra fængslet, og flygtede til Storbritannien via Sverige.
Efter krigen fortsatte Haugland sin militære karriere i mange år, med undtagelse af 1947, da han deltog i Kon-Tiki ekspeditionen. I 1951 giftede han sig med bibliotekaren Ingeborg Prestholdt. Han var leder af den elektroniske efterretningstjeneste i det nordlige Norge, en vigtig rolle under Den Kolde Krig.
Fra 1963 blev han direktør for Norges Hjemmefrontmuseum. Han blev pensioneret fra denne stilling i 1983. Han var også direktør for Kon-Tiki Museet fra 1950 til 1990. Han afrundede sin karriere som bestyrelsesformand for Kon-Tiki Museet i 1991.
Knut Haugland døde den 25. december 2009, 92 år gammel.